# Damar Forbes
Damar Forbes (Saint Ann, 11 settembre 1990) è un lunghista giamaicano.

## Biografia
Forbes ha studiato presso l'Università statale della Louisiana con il cui team sportivo ha gareggiato ai campionati NCAA.
In campo internazionale, Forbes ha esordito con la squadra giamaicana nel 2011, partecipando ai Campionati centroamericani e caraibici di Porto Rico, riportando una medaglia d'argento e la qualificazione ai successivi Mondiali di Taegu. L'anno seguente ha preso parte ai Giochi olimpici di Londra 2012, fermandosi in qualificazione. Nella sua carriera ha partecipato soprattutto alle manifestazioni di carattere mondiale, tornando a disputare un'Olimpiade a Rio de Janeiro 2016, arrivando dodicesimo in finale.

## Palmarès
| Anno | Manifestazione          | Sede           | Evento         | Risultato | Prestazione | Note |
| ---- | ----------------------- | -------------- | -------------- | --------- | ----------- | ---- |
| 2011 | Campionati CAC          | Mayagüez       | Salto in lungo | Argento   | 7,81 m      |      |
| 2011 | Mondiali                | Taegu          | Salto in lungo | 20º (q)   | 7,91 m      |      |
| 2012 | Giochi olimpici         | Londra         | Salto in lungo | 19º (q)   | 7,79 m      |      |
| 2013 | Mondiali                | Mosca          | Salto in lungo | 8º        | 8,02 m      |      |
| 2014 | Mondiali indoor         | Sopot          | Salto in lungo | 15º (q)   | 7,69 m      |      |
| 2014 | Giochi del Commonwealth | Glasgow        | Salto in lungo | 9º        | 7,71 m      |      |
| 2015 | Giochi panamericani     | Toronto        | Salto in lungo | Finale    | dns         |      |
| 2015 | Mondiali                | Pechino        | Salto in lungo | 26º (q)   | 7,62 m      |      |
| 2016 | Giochi olimpici         | Rio de Janeiro | Salto in lungo | 12º       | 7,82 m      |      |
| 2017 | Mondiali                | Londra         | Salto in lungo | 12º       | 7,91 m      |      |
| 2018 | Mondiali indoor         | Birmingham     | Salto in lungo | 15º       | 7,21 m      |      |
| 2018 | Giochi del Commonwealth | Gold Coast     | Salto in lungo | 8º        | 7,88 m      |      |